# Alabaster (Alabama)
|  | Dieser Artikel wurde aufgrund von inhaltlichen Mängeln auf der Qualitätssicherungsseite des Projektes USA eingetragen. Hilf mit, die Qualität dieses Artikels auf ein akzeptables Niveau zu bringen, und beteilige dich an der Diskussion! Eine nähere Beschreibung der zu behebenden Mängel fehlt. |

Alabaster  ist eine Stadt im Shelby County im US-Bundesstaat Alabama, USA, 17 Meilen südlich der Stadt Birmingham gelegen. Das U.S. Census Bureau hat bei der Volkszählung 2020 eine Einwohnerzahl von 33.284 ermittelt.

## Geschichte
Alabaster ist eine relativ junge Stadt. 1925 wurde hier von Joseph E. Walker das erste Einzelhandelsgeschäft eröffnet. Die erste Bank öffnete 1952 und ihr Präsident – George L. Scott, Jr. – wurde der erste Bürgermeister der Stadt. 1958 begannen die Bauarbeiten am Shelby County Hospital in Alabaster, welches 1959 fertiggestellt wurde. Das heutige Rathaus wurde 1960 errichtet und beherbergte damals die öffentliche Bücherei. Das erste Einkaufszentrum entstand im Jahre 1964.
Das "City Fest" ist ein jährlich stattfindendes Musikfest, das vom Alabaster Arts Council ausgerichtet wird.